# Pierre Bidart
Pour les articles homonymes, voir Bidart.
Pierre Bidart, né le 22 août 1947 à Saint-Étienne-de-Baïgorry (Pyrénées-Atlantiques) et mort le 16 septembre 2010 à Sofia (Bulgarie), est un professeur français, bascologue et anthropologue.

## Biographie
Pensionnaire de la Casa de Velázquez à Madrid, il a étudié un an au sein de l'École des hautes études hispaniques et ibériques de 1984 à 1985. 
Pierre Bidart fut candidat aux élections cantonales sous l'étiquette PS, ainsi qu'aux législatives de 1993 dans la 4e circonscription des Pyrénées-Atlantiques, obtenant 14,67 % des voix au seul tour face au sortant RPR Michel Inchauspé.
Membre de la Société d'ethnologie française, il est mort d'une crise cardiaque dans la nuit du 16 au 17 septembre 2010, à Sofia, où il avait pris en juin un poste de conseiller pour la coopération culturelle et scientifique auprès de l'ambassade de France.